# Glava
Glava je anatomski naziv za dio tijela, u kojemu se nalaze mozak, usta i osjetilni organi (oči, uši i nos).
Prednja strana ljudske glave je lice. Više od 30 mišića omogućuju ljudima izražavanje osjećaje kroz promjene napetosti mišića lica (npr. osmijeh ili mrgođenje).
Glava se sastoji od 28 odvojenih kostiju koje zajedno čine lubanju.